# Straße von Badung

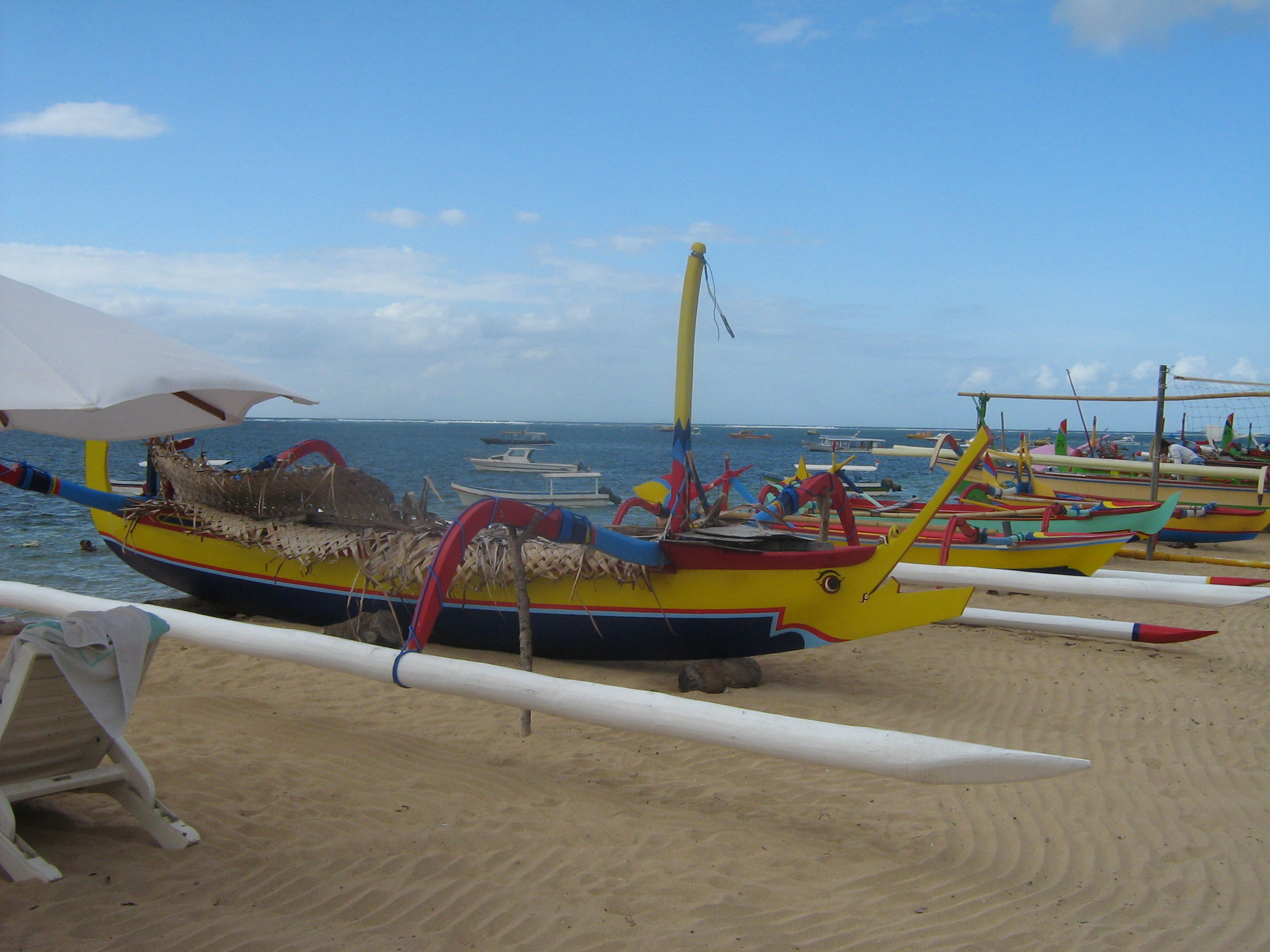
Blick in Sanur auf die Straße von Badung

Die Straße von Badung ist eine Meerenge südöstlich der indonesischen Insel Bali. Sie liegt zwischen den Inseln Bali und Nusa Penida. Sie ist ungefähr 60 km lang und 20 km breit.
Im Februar 1942 wurde hier die Seeschlacht in der Straße von Badung ausgefochten.
An den Küsten der Meerenge befinden sich weltweit bekannte Urlaubsorte wie Nusa Dua, Tanjung Benoa und Sanur.